# Джон Казале
Джон Голланд Казале (англ. John Holland Cazale; нар. 12 серпня 1935 — пом. 12 березня 1978) — американський актор кіно та театру. Знявся у п'яти повнометражних художніх фільмах, кожен з яких був номінований на премію "Оскар" за найкращий фільм.

## Раннє життя
Казале народився в місті Ревір, штат Массачусетс, в сім'ї ірландсько-американської матері Сесілії Голланд (1898-1997) та італо-американського батька Джона Казале (1897-1957). У нього була старша сестра Катерина (28 травня 1931 - 2 лютого 2000) і молодший брат Стівен. Виріс у Вінчестері, навчався у середній школі Бакстон у Вільямстауні, де приєднався до драматичного гуртка. Вивчав драматичне мистецтво в Оберлінському коледжі в Огайо, потім перевівся до Бостонського Університету.

## Початок кар'єри
Після закінчення університету переїхав до Нью-Йорка, як менеджер компанії Standard Oil, там він зустрів ще одного молодого актора — Аль Пачіно.
|  | «Коли я вперше побачив Джона, я миттєво подумав, що він такий цікавий» — згадує Аль Пачіно. — «Усі були навколо нього, бо дуже припадала до душі його манера висловлювати свої думки.» |

Проживаючи разом у комунальному будинку, Казале та Пачіно отримали ролі у п'єсі Ізраеля Горовіца (англ. Israel Horovitz) The Indian Wants the Bronx, за яку обидва отримали Не-Бродвейську театральну нагороду (Obie Award). Пізніше Казале отримав ще одну Obie Award за головну роль у п'єсі Горовіца Line, де його і помітив Фред Рус (Fred Roos), який саме підбирав акторів для фільму «Хрещений Батько». Фред Рус запропонував Казале режисерові Ф. Ф. Копполі.

## Фільмографія
- 1962: Американський шлях / The American Way — Бітник (Короткометражний фільм)
- 1968: Поліція Нью-Йорку / N.Y.P.D. — Том Ендрюс (Епізод: "The Peep Freak")
- 1972: Хрещений Батько / The Godfather — Фредо Корлеоне
- 1974: Розмова / The Conversation — Стен
- 1974: Хрещений Батько. Частина II / The Godfather: Part II — Фредо Корлеоне
- 1975: Собачий полудень / Dog Day Afternoon — Сальваторе «Сал» Натуріле
- 1978: Мисливець на оленів / The Deer Hunter — Стен
- 1990: Хрещений Батько. Частина III / The Godfather: Part III — Фредо Корлеоне (використано кадри з архіву, у титрах не вказаний)